# هوت و هولر کراسینگ (تگزاس)
هوت و هولر کراسینگ (به انگلیسی: Hoot and Holler Crossing) یک منطقهٔ مسکونی در ایالات متحده آمریکا است که در شهرستان ویلبارجر، تگزاس واقع شده‌است. هوت و هولر کراسینگ ۳۴۶٫۸۷ متر بالاتر از سطح دریا واقع شده‌است.